# Chaetonotus fluviatilis
Chaetonotus fluviatilis is een buikharige uit de familie Chaetonotidae. De wetenschappelijke naam van de soort werd in 1986 voor het eerst geldig gepubliceerd door Balsamo & Kisielewski. De soort wordt in het ondergeslacht Chaetonotus geplaatst.